# Apois occidentals
Els apois occidentals són els membres de la tribu ijaw que viuen a l'estat d'Ondo, a Nigèria. La tribu (també anomenada ijaw apoi) té nou assentaments: Igbobini, Ojuala, Ikpoki, Inikorogha, Oboro, Shabomi, Igbotu, Kiribo i Gbekedo. Els apois habiten en una zona més gran que les altres tribus ijaws. Els apois parlen ioruba i són fronterers al nord amb la ciutat ioruba ikale i a l'oest amb la ciutat ioruba ilaje; al sud són fronters amb el clan ijaw dels arogbos i a l'est hi tenen el riu Siluko.

Els apois tracen el seu origen d'una emigració des del centre del delta del Níger. Abans d'arribar a la seva actual localització, les tradicions de la tribul diuen que van habitar durant un llarg període el poble d'Ukomu, que actualment és territori dels furupaghes.
El rei apoi és conegut com a Kalasuwe dels Apoi i la seu del seu tron és a Shabomi.